# 千葉県道247号浜波太港線
千葉県道247号浜波太港線（ちばけんどう247ごう はまはたこうせん）は、千葉県鴨川市を起点・終点とする一般県道。

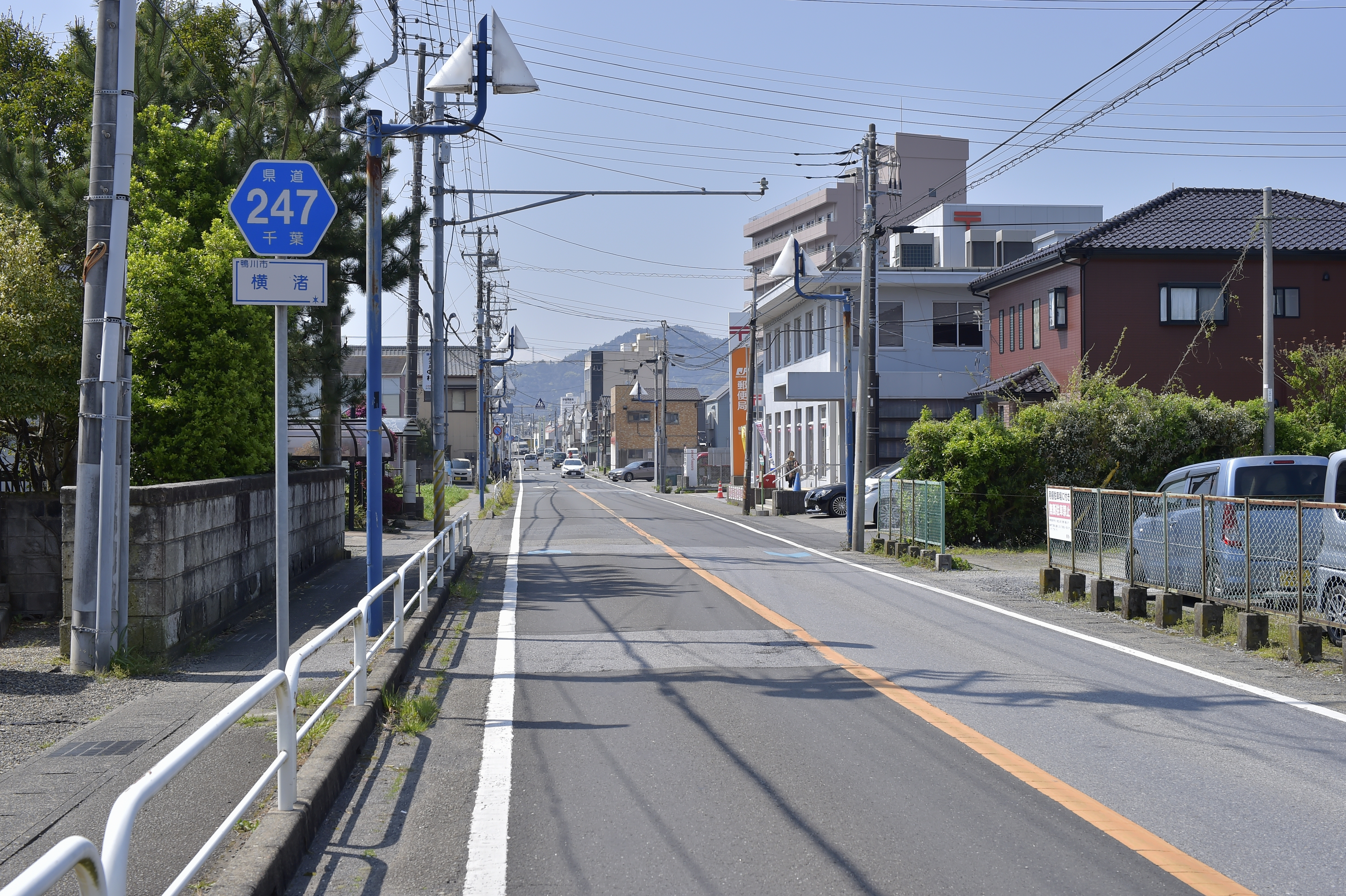
千葉県道247号浜波太港線
鴨川市横渚（2023年4月）

## 概要
より内陸側に造られた鴨川バイパス開通以前は当道路本線が国道であった。しかし市街地を縫うようにして走る当道路は道が狭く夏季などはたびたび大渋滞が発生していた。バイパス開通後の現在は旧道となり県道に降格するも、今度はバイパス渋滞の迂回車両により渋滞がたびたび発生している。
支線は仁右衛門島、太海フラワーセンターへと接続される。

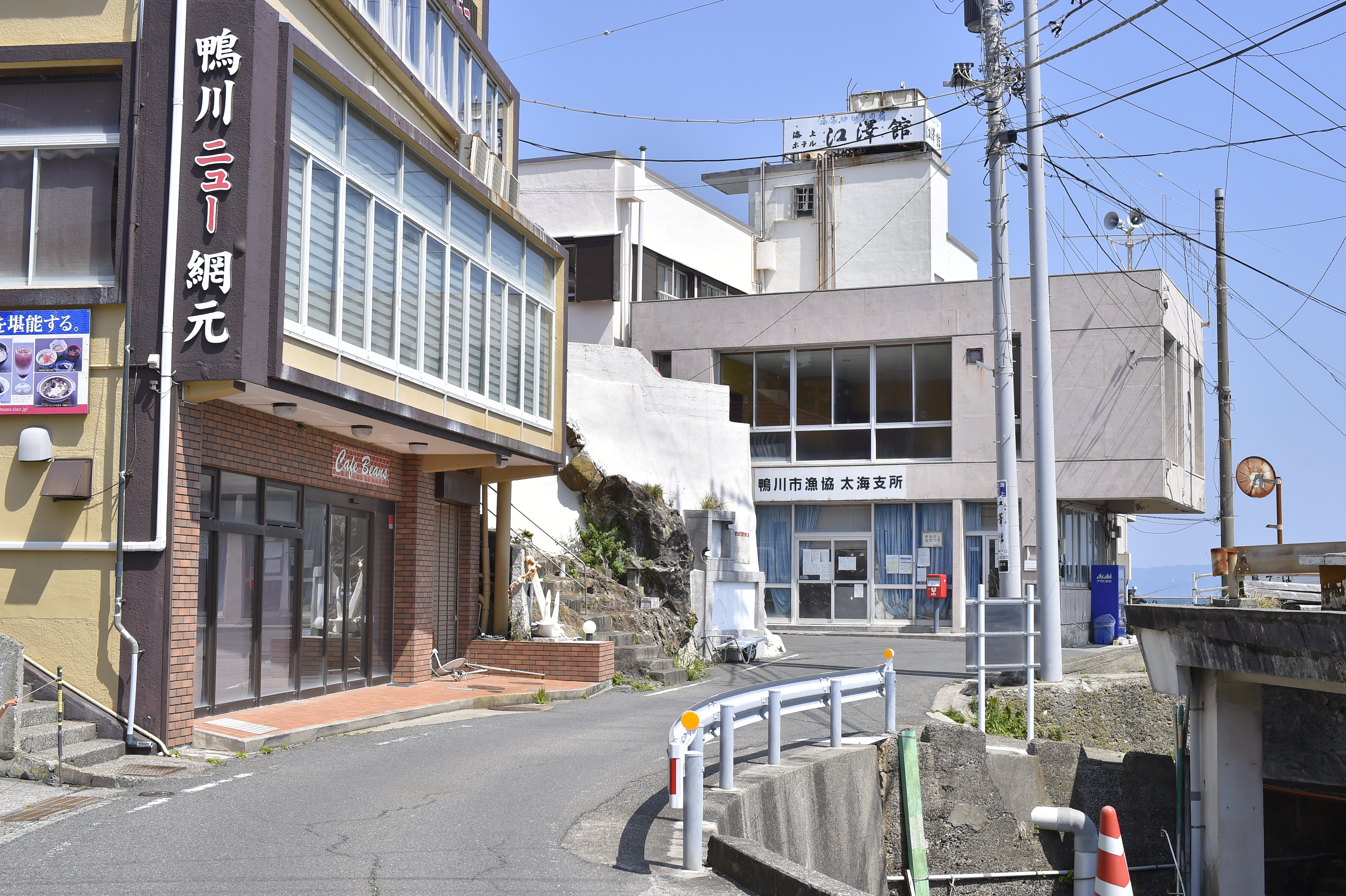
起点の鴨川市漁協太海支所前（鴨川市太海浜）

### 路線データ
- 起点：鴨川市太海浜（浜波太港）
- 終点1：鴨川市太海浜（太海立体交差、国道128号交点）
- 終点2：鴨川市広場（待崎橋交差点、国道128号交点）
- 総延長：4.943 km（安房土木事務所管内：4.943 km[1]）
- 重用延長：4.519 km（安房土木事務所管内：4.519 km[1]）
- 実延長：0.424 km（安房土木事務所管内：0.424 km[1]）

## 路線状況

### 道路施設
- 加茂川橋（加茂川、鴨川市貝渚）

## 地理

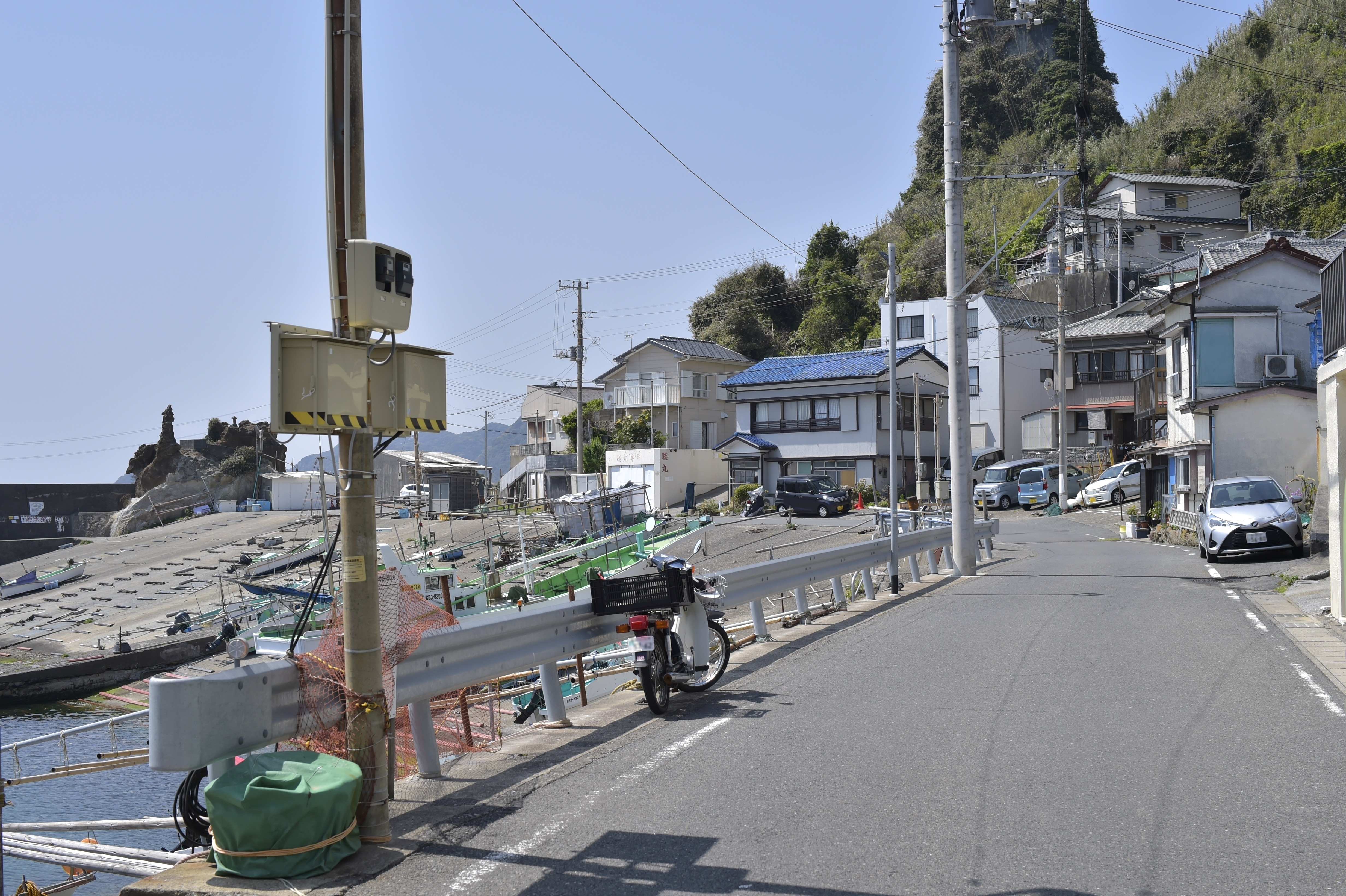
鴨川市太海浜（2023年4月）

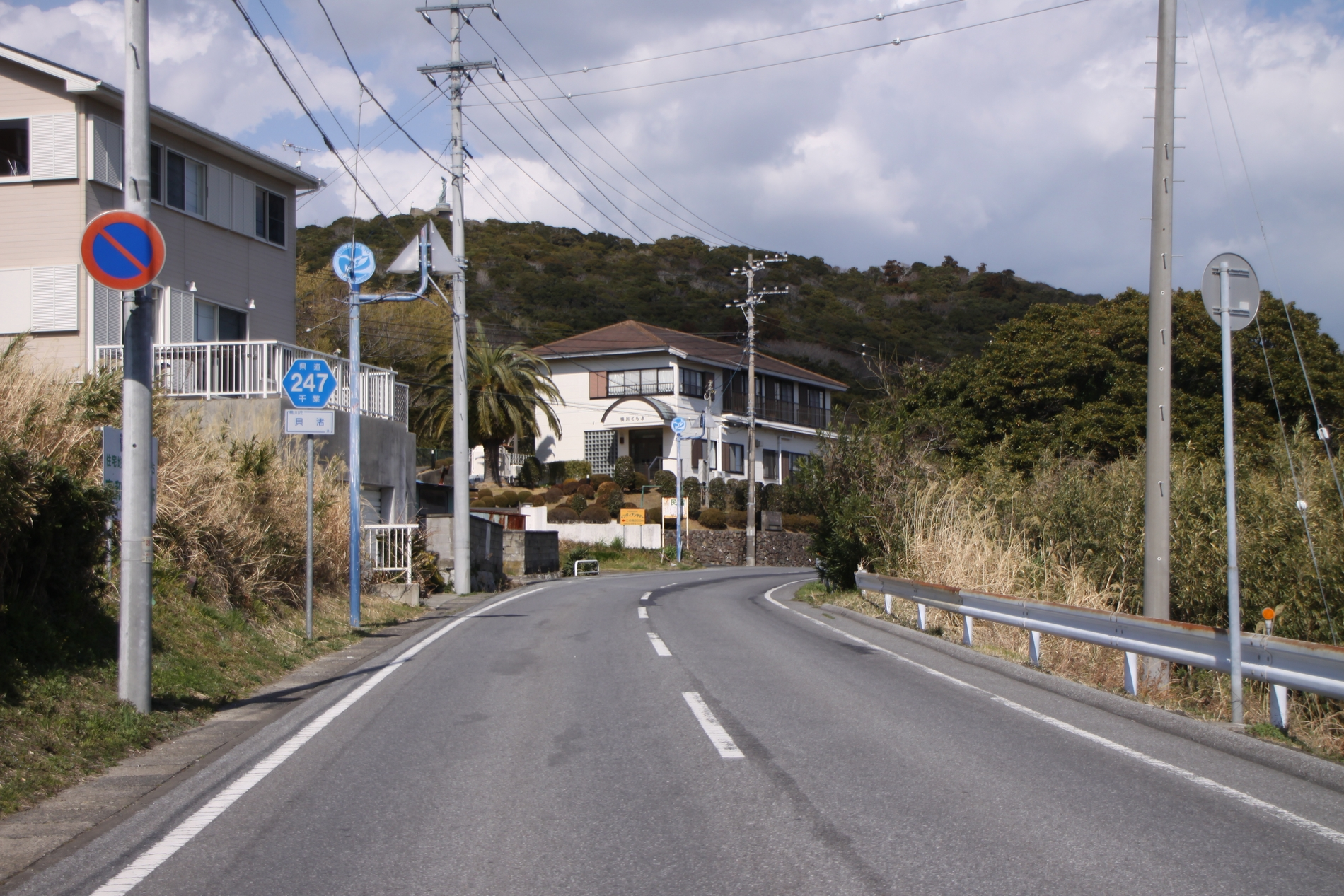
鴨川市貝渚付近

### 通過する自治体
- 千葉県鴨川市

### 交差する道路
- 国道128号 -  鴨川市広場　（待崎橋交差点、起点）
- 千葉県道34号鴨川保田線 - 鴨川市横渚（長狭街道入口スクランブル交差点）
- 千葉県道89号鴨川富山線 - 鴨川市太海（太海交差点）
- 国道128号 -  鴨川市広場　（太海立体交差、終点）